# Dorcadion scopolii
Dorcadion scopolii (nach einigen Autoren Pedestredorcadion scopolii)  ist ein Käfer aus der Familie der Bockkäfer und der Unterfamilie Lamiinae. Die Art gehört zu den zahlreichen auf dem Boden lebenden Bockkäfern, deren Zentrum des Verbreitungsgebietes in Südosteuropa liegt.

## Bemerkungen zum Namen
Die Art wurde 1784 von Herbst unter dem Namen Lamia scopolii als 12. Art der 37. Gattung beschrieben. Herbst bemerkt: Unter diesem Namen ist er (der Käfer) mir aus Ungarn geschickt, obwohl ich gleich im Scopoli keine Beschreibung  desselben finde. Der Artname "scopolii" bezieht sich somit auf den Entomologen Giovanni Antonio Scopoli.
Der Gattungsname "Dorcadion"  (von altgr. δορκάς dorkas, Gazelle δορκάδιον dorkádion, Böckchen) drückt aus, dass es sich um kleinere Bockkäferarten handelt. Pedestredorcadion (lat. pedéstris durch die Beine ausgezeichnet, weil beim ähnlichen Pedestredorcadion pedestre rot sind;  Synonym zu Pedestredorcadion ist Cribridorcadion) ist traditionell eine Untergattung von Dorcadion, die später zur Gattung hochgestuft wurde. Die Gattung Pedestredorcadion wird in Europa durch über neunzig Arten, weltweit mit über zweihundert Arten repräsentiert.

## Merkmale des Käfers
Der Käfer erreicht nur eine Körperlänge von 10 bis 13 Millimetern. Der Körper ist länglich oval und schwarz, erscheint aber wegen der sehr kurzen  Behaarung (Tomentierung) samtgrau mit weißen Streifen.
Der Kopf ist senkrecht zur Körperachse nach unten geneigt. Die Mundwerkzeuge zeigen beinahe senkrecht nach unten, das letzte Glied der Kiefertaster ist spindelförmig zugespitzt und nicht schräg abgestutzt. Das erste Fühlerglied ist kräftig gebaut, das zweite Fühlerglied ist wie bei den meisten Bockkäfern kurz, und das dritte kleiner als das erste (Abb. 2).  Die restlichen der 11 Fühlerglieder verjüngen sich nach außen zunehmend. Bei den Weibchen erreichen die Fühler die Mitte der Flügeldecken nicht, beim Männchen überschreiten sie sie wenig.  Die nierenförmigen Facettenaugen umfassen die Fühlerbasis von hinten derart, dass auf der Stirn der Abstand der Basen der beiden Fühler zueinander größer ist als der Abstand der Innenränder der Augen (Innenrand in Abb. 4 mit grünem Pfeil gekennzeichnet).
Ein wichtiges taxonomisches Merkmal ist, dass der vordere Rand der Kopfkapsel, der Kopfschild (Abb. 4, rechts rot gerandet) nach vorn aufgebogen ist und so über der Ebene der Basis des Oberkiefers (Abb. 4, rechts gelb gerandet) liegt.
Am auffallendsten sind die weißen oder gelblichen, klar abgesetzten Streifen. Von oben sind fünf erkennbar. Der mittlere verläuft von der Stirn über den Halsschild entlang der Flügeldeckennaht bis zum Körperende. Außerdem befinden sich auf jeder Flügeldecke zwei Längsstreifen. Der innere entspringt am Innenrand der Schulter und verläuft parallel zur Flügeldeckennaht. Der äußere entspringt außen an der Schulter und verläuft  leicht gebogen parallel zum Flügeldeckenumriss.  Der weiß gesäumte Seitenrand der Flügeldecken ist untergeschlagen. Dieser Saumstreifen ist nur von der Seite sichtbar. Außerdem ist die Fühlerbasis weiß geringelt und die Augen weiß gesäumt.
Der Halsschild ist wenig hinter der Mitte seitlich in einen Höcker ausgezogen.
Die Flügeldecken sind  miteinander verwachsen. Am Hinterende sind sie gemeinsam oval verrundet.
Die Beine sind robust gebaut.  Die fünfgliedrigen Tarsen erscheinen viergliedrig (pseudotetramer), da das vierte Glied sehr klein und zwischen den Lappen des dritten Gliedes versteckt ist.
| Abb. 1: Seitenansicht Abb. 2: Vorderansicht Abb. 3: Unterseite | Abb. 4: Kopf, rechts teils koloriert gelb: Außenrand Oberkiefer blau: Außenrand Oberlippe rot: Außenrand Kopfschild grüner Pfeil: Innenrand des Auges auf dem Scheitel |

## Biologie
Die Art ist wärmeliebend und kommt in trockenem, offenem Gelände vor. Die Imagines fressen Blätter und Wurzeln. Sie erscheinen im späten Frühjahr und man findet sie am Boden kriechend.
Die Larven entwickeln sich im Boden und ernähren sich von den Wurzeln von Gräsern. Für die Entwicklung benötigen sie ein Jahr.

## Verbreitung
Das kompakte Verbreitungsgebiet liegt im südlichen Osteuropa. Seine Grenze verläuft im Norden durch Tschechien, die Slowakei, und die Ukraine, im Westen durch Ungarn, Kroatien und Serbien, im Süden erreicht es Griechenland und im Osten die europäischen Anrainerstaaten des Schwarzen Meeres.